# Бермбах
Бермбах (нем. Bermbach) — община в Германии, в земле Тюрингия. 
Входит в состав района Шмалькальден-Майнинген. Подчиняется управлению Хазельгрунд.  Население составляет 553 человека (на 31 декабря 2010 года). Занимает площадь 6,26 км².